# Cybalomia
Cybalomia é um gênero de mariposa pertencente à família Crambidae.